# ЦСКА (стадион, Душанбе)
Стадион «ЦСКА» Министерства обороны Республики Таджикистан — спортивный стадион, расположенный в столице Таджикистана — городе Душанбе. Является домашней ареной футбольного клуба «ЦСКА-Памир».
Стадион построен и открыт в 1961 году. В советские годы на стадионе тренировались футболисты «ЦСКА-Памир», а также проводила свои домашние матчи молодёжная команда данного клуба. Сам «ЦСКА-Памир» играл свои домашние матчи на стадионе «Республиканском стадионе имени М. В. Фрунзе», который вмещал 21400 зрителей. Также на этом стадионе в то время тренировались спортсмены «ЦСКА» Министерства обороны СССР, а в настоящее время тренируются спортсмены «ЦСКА» Министерства обороны Республики Таджикистан.  
Основная команда «ЦСКА-Памира» начала играть свои домашние матчи на этом стадионе начиная с середины 2000-х годов и в настоящее время данный стадион является основным для этой команды. Кроме футбольных матчей, на стадионе проводятся различные спортивные соревнования, такие как легкая атлетика. Проводятся праздники городского уровня, выступления и концерты.